# Джейкобс, Брюс
Брюс Джейкобс (англ. Bruce Jacobs; род. 27 марта 1975, Кейптаун) — южноафриканский хоккеист на траве, полевой игрок. Участник летних Олимпийских игр 2004 и 2008 годов.

## Биография
Брюс Джейкобс родился 27 марта 1975 года в южноафриканском городе Кейптаун.
В составе сборной ЮАР по хоккею на траве дважды выигрывал медали Чемпионского вызова: серебряную в 2001 году в Куала-Лумпуре, бронзовую в 2003 году в Йоханнесбурге.
В 2002 году участвовал в чемпионате мира в Куала-Лумпуре, где сборная ЮАР финишировала на 13-м месте, и в хоккейном турнире Игр Содружества в Манчестере, где южноафриканцы заняли 4-е место.
В 2004 году вошёл в состав сборной ЮАР по хоккею на траве на летних Олимпийских играх в Афинах, занявшей 10-е место. Играл в поле, провёл 7 матчей, мячей не забивал.
В 2006 году выступал на чемпионате мира в Мёнхенгладбахе, где южноафриканцы заняли 12-е место, и в хоккейном турнире Игр Содружества в Мельбурне, где сборная ЮАР стала восьмой.
В 2008 году вошёл в состав сборной ЮАР по хоккею на траве на летних Олимпийских играх в Пекине, занявшей 12-е место. Играл в поле, провёл 6 матчей, мячей не забивал.